# 山口県道190号中ノ関港線
山口県道190号中ノ関港線（やまぐちけんどう190ごう なかのせきこうせん）は、山口県防府市を通る一般県道である。

## 概要
防府市大字浜方の中関港から防府市大字大崎に至る。

### 路線データ
- 起点：防府市大字浜方（中関港、山口県道58号防府環状線上、山口県道183号中ノ関港新田線起点）
- 終点：防府市大字大崎（玉祖神社入口交差点、国道2号交点）

## 歴史
- 1958年（昭和33年）10月1日 - 山口県告示第644号の2により認定される。
- 1972年（昭和47年） - 山口県の県道番号再編により現行の路線番号に変更される。
- 2013年（平成25年）8月9日 - 山口県告示第319号により、終点側が延伸され、終点が植松交差点から佐野交差点へ変更となった。延伸区間は 山口県道187号高井大道停車場線と重複。
- 2015年（平成27年）3月29日 - 植松交差点が十字路化。これにより終点側の経路が替わり、終点が佐野交差点から玉祖神社入口交差点へと変更となった。同時に、 山口県道187号高井大道停車場線との重複区間を解消。

## 路線状況

### 重複区間
- 山口県道58号防府環状線（防府市大字浜方（起点） - 防府市大字浜方・浜方交差点）
- 山口県道183号中ノ関港新田線（防府市大字浜方（起点） - 防府市大字田島・田島交差点）

### 道路施設

#### 橋梁
- 三の桝橋（防府市、山口県道58号防府環状線重複区間内）
- 二の桝橋（防府市、山口県道183号中ノ関港新田線重複区間内）
- 中橋（中川、防府市）
- 清水橋（清水川、防府市）

## 地理

### 通過する自治体
- 防府市

### 交差する道路
| 交差する道路                                                                 | 交差する場所 | 交差する場所              |
| ---------------------------------------------------------------------------- | ------------ | ------------------------- |
| 山口県道58号防府環状線 重複区間起点 山口県道183号中ノ関港新田線 重複区間起点 | 大字浜方     | 起点                      |
| 山口県道58号防府環状線 重複区間終点                                          | 大字浜方     | 浜方交差点                |
| 山口県道183号中ノ関港新田線 重複区間終点                                     | 大字田島     | 田島交差点                |
| 山口県道187号高井大道停車場線                                                | 大字植松     | 植松交差点                |
| 国道2号 / 防府バイパス                                                       | 大字大崎     | 玉祖神社入口交差点 / 終点 |

### 交差する鉄道
- 山陽本線

### 沿線
- 中関ゴルフ倶楽部
- 西国街道（旧山陽道）
- 防府市立中関小学校
- 防府市立華西中学校
- 航空自衛隊 防府南基地
- 防府市役所 中関支所
- 航空自衛隊 防府北基地
- 玉祖神社